# Virginiamagnolia
Virginiamagnolia (Magnolia virginiana) är en art i familjen magnoliaväxter och förekommer naturligt i USA, från Texas till de nordcentrala och sydöstra delarna. Arten är tveksamt härdig i södra Sverige.
Denna magnolia växer i låglandet upp till 60 meter över havet. Arten hittas ofta i träskmarker eller nära kusten. Den ingår i skogar. Blommorna utvecklas mellan april och juni. De besöks av olika insekter. Frukterna mognar mellan juli och oktober. Virginiamagnolians frön sprids av vinden, av fåglar och av vatten. Exemplaren har ofta tjock bark och de kan uthärda bränder.
Allmänt finns inga större hot mot beståndet. Några individer drabbas av svampen Mycosphaerella milleri. Hela populationen anses vara stabil. IUCN listar arten som livskraftig (LC).